# Balta, Ucraina
Balta (de la românescul baltă; în ucraineană Балта; în idiș באַלטאַ) este un oraș din regiunea Odesa, în sud-vestul Ucrainei. Orașul Balta este centrul administrativ al comunei omonim și se află la aproximativ 200 km de capitala regiunii, orașul Odesa. Populația orașului în 2024 a fost de 19.061 de locuitori. Primele mențiuni despre Balta merg până în anul 1526.
Balta, oraș în fosta gubernie Podolia, a fost fondat în 1748. În anii 1770 aici se deschide o biserică. În 1776 mitropolitul Ioachim al Proilaviei a hirotonit ca preot în biserica cu hramul „Sf. Nicolae” pe Gherasim Tesovschy. Tîrgul Balta e menționat în sec. al XVI-lea și ca fortăreață la hotarul cu Podolia.

## Istoric
Descoperirile arheologice au demonstrat că primele așezări omenești pe teritoriul orașului au existat cu 5-6 mii de ani în urmă.
În secolele al XVII-lea și al XVIII-lea au existat două orașe separate pe malurile opuse ale râului Kodâma. Primul era o așezare moldoveană devenită fortareață de frontieră a Imperiului Otoman numită Balta (de la românescul baltă). Al doilea a fost orașul polono-lituanian Józefgród (numit astfel în cinstea principelui Józef Lubomirski, fondatorul fortăreței poloneze). Așezarea poloneză a fost distrusă de trupele generalului rus Mihail Krecetnikov în martie 1768. Aceasta a fost una dintre cauzele de război ale unuia dintre numeroasele conflicte ruso-turce (1768-1774). Józefgród și Balta au fost unite în 1797, când acest teritoriu a fost ocupat definitiv de Imperiul Rus.
În secolul al XIX-lea și începutul celui de-al XX-lea, populația orașului era compusă din evrei (între 55-82%, în zilele noastre sunt doar 0,5-1%), ortodocși (15-25%, în zilele noastre 85-90%, printre care moldoveni, ruși, ucraineni, și credincioși de rit vechi ruși (4-12%). În oraș erau și reprezentanți ai unor biserici protestante. Orașul a devenit treptat un important centru comercial, la întretăierea principalelor drumuri care legau vestul cu estul și nordul cu sudul Ucrainei.
În 1924–1929, Balta a fost capitala RASS Moldovenești, parte a RSS Ucrainene. După proclamarea RSS Moldovenești în 1940, Regiunea Balta a fost scoasă din componența republicii moldovenești și a fost trecută în cea a Ucrainei.
Conform recensământului sovietic din anul 1939, populația localității era de 17.945 locuitori, dintre care 484 (2.7%) moldoveni (români), 9.135 (50.9%) ucraineni, 4.711 (26.25%) evrei și 3.253 (18.13%) ruși.
În zilele noastre, în oraș funcționează fabrici de mobilă, materiale de construcție, produse alimentare și ale industriei ușoare. În Balta funcționează un institut pedagogic, școli profesionale și un muzeu local de istorie și unul de etnografie.

## Demografie
Componența lingvistică a orașului Balta
     Ucraineană (81,02%)
     Rusă (17,41%)
     Română (0,99%)
     Alte limbi (1,28%)
Conform recensământului din 2001, majoritatea populației orașului Balta era vorbitoare de ucraineană (81,02%), existând în minoritate și vorbitori de rusă (17,41%) și română (0,99%).

## Personalități născute aici
- Edward Ludwig (1899–1982), regizor și scriitor american.
- Petru Fotesco (1913–1999), mecanic de locomotivă, distins cu titlul „Erou al muncii socialiste”
- Ion Mija (1938–2001), regizor sovietic și moldovean, distins cu titlul onorific „Maestru în Artă”.
- Alexandru Suharev (n. 1970), fotbalist moldovean.